# Silicat
Silicate (Lemike) là một hợp chất có anion silic. Đa số chất silicat là oxide, nhưng hexafluorosilicate ([SiF6]2−) và các anion khác cũng tồn tại. Chất này tập trung chủ yếu vào anion Si-O. Silicat là thành phần chủ yếu của vỏ Trái Đất, cũng như phần lớn các hành tinh và các Mặt Trăng. Cát, xi măng Portland, và hàng ngàn khoáng vật khác đều là silicat.
Các hợp chất silicat bao gồm các anion silicat được cân bằng điện tích bởi nhiều cation khác nhau. Có vô số các ion silicat có thể tồn tại và tạo thành hợp chất với nhiều cation khác nhau. Do đó nhóm hợp chất silicat rất lớn, trong đó kể cả các khoáng vật tự nhiên và nhân tạo.
Khoáng vật silicat là lớp khoáng vật lớn nhất và quan trọng nhất trong các lớp khoáng vật tạo đá, chiếm khoảng 90% vỏ Trái Đất. Đặc trưng của lớp khoáng vật này là cấu trúc của gốc silicat. Các khoáng vật silicat đều chứa silic và oxy.

## Các nguyên tắc cấu tạo
Trong phần lớn các silicat kể cả khoáng vật silicat thì Si chiếm vị trí tâm tứ diện bao bọc xung quanh là 4 oxy. Trong các kiểu cấu trúc này, các liên kết hóa học với silic tuân theo nguyên tắc bền vững. Các tứ diện này đôi khi tồn tại ở dạng các tâm riêng biệt SiO44-, nhưng hầu hết chúng liên kết với nhau theo nhiều cách khác nhau, như tạo cặp (Si2O76-) và vòng (Si6O1812-). Thông thường các anion silicat tao thành chuỗi, chuỗi kép, dãi, và các khung 3 chiều. Tất cả các nhóm này đều không hoà tan trong nước trong điều kiện yếm khí.

## Xuất hiện ở dạng hòa tan
Các silicat thường ở dạng rắn nhưng rất hiếm ở dạng hòa tan. Anion SiO44- là gốc xuất phát từ acid silic, Si(OH)4, và cả hai đều khó tách ra riêng biệt chỉ có thể tồn tại ở dạng chất trung gian. Thay vào đó, các dung dịch silicat thường được quan sát ở dạng hỗn hợp của các nhóm cô đặc lại và một phần ở dạng proton. Silicat hoàn tan tự nhiên liên quan đến quá trình khoáng hóa sinh học và tổng hợp từ các aluminosilicat, là một chất xúc tác công nghiệp quan trọng được gọi là zeolit.

### Silicat không có cấu trúc tứ diện
Mặc dù cấu trúc tứ diện là một dạng hình học phổ biến của các hợp chất silicat, silic cũng có khả năng tạo liên kết ở các bậc cao hơn. Ví dụ đặc trưng của dạng kết hợp này là hexafluorosilicat (SiF62-). Cấu trúc bát diện theo đó 6 oxy bao bọc xung quanh Si đã được quan sát. Ở áp suất rất cao, SiO2 thích ứng với cấu trúc này trong khoáng vật stishovit, một dạng đa hình đặt sít của silica được tìm thấy phần manti dưới cùng của Trái Đất. Cấu trúc bát diện Si ở dạng hexahydroxysilicat ([Si(OH)6]2−) được quan sát trong khoáng vật hiếm là thaumasit.

## Các khoáng vật silicat
Trong địa chất học và thiên văn học, thuật ngữ silicat được dùng để chỉ các loại đá chứa thành phần chủ yếu là các khoáng vật silicat. Trên Trái Đất, có rất nhiều dạng khác nhau của khoáng vật silicat xuất hiện ở dạng kết hợp thành một chuỗi khoáng vật, là kết quả của một quá trình hình thành và tái hình thành vỏ Trái Đất. Các quá trình này bao gồm nóng chảy một phần, tái kết tinh, kết tinh phân đoạn biến chất, phong hóa và thành đá. Các cơ thể sống cũng góp phần vào chu trình này ở phần gần bề mặt Trái Đất. Một dạng phiên sinh vật gọi là tảo cát hay diatom với cấu trúc khung xương của nó là silica. Các thí nghiệm về tảo cát đã chết cho thấy chúng là thành phần chính của trầm tích biển sâu.
Silica (SiO2) đôi khi được gọi là silicat, mặc dù nó nó là trường hợp không mang điện tích âm và không cần thiết kết hợp với ion trái dấu. Silica được tìm thấy trong tự nhiên ở dạng khoáng vật như thạch anh và các dạng đa hình của nó.

### Khoáng vật học
Về mặt khoáng vật học, khoáng vật silicat được chia thành các nhóm dựa theo cấu trúc anion silicat của nó gồm:
- Silicat đảo (lone tetrahedron) - [SiO4]4−, như olivin.
- Silicat đảo kép (2 tứ diện) - [Si2O7]6−, như epidot, nhóm melilit.
- Silicat vòng - [SinO3n]2n−, như nhóm tourmalin.
- Silicat mạch đơn - [SinO3n]2n−, như nhóm pyroxen.
- Silicat mạch đôi - [Si4nO11n]6n−, như nhóm amphibol.
- Silicat lớp -  [Si2nO5n]2n−, như nhóm mica và sét.
- Silicat khung - [AlxSiyO2(x+y)]x−, như thạch anh, fenspat, zeolit.

Silicat khung chỉ có thể thêm vào các cation nếu một vài vị trí silic bị thay thế bởi các cation mang ít điện tích hơn như nhôm. Al thay thế Si là trường hợp phổ biến.